# Placage à l'or
Le placage à l'or est un procédé de recouvrement d'une matière (bronze, étain-plomb, cuivre, plastique...) par une fine couche d'or. Il est beaucoup utilisé en bijouterie, en horlogerie et en électronique (où il améliore les contacts électriques, dans les ordinateurs en particulier).

## Technique de placage

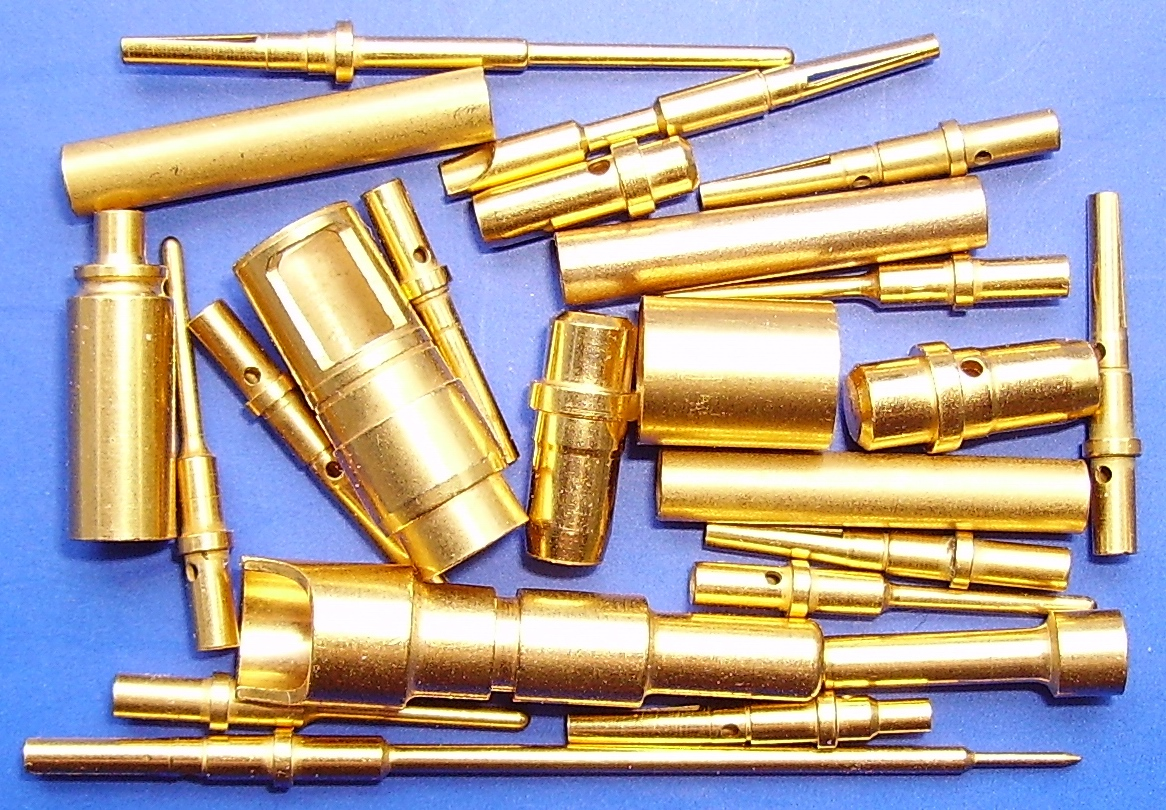
Connecteurs de haute-technologie plaqués or.

Le placage à l'or est une technique assez ancienne qui utilisait jadis le placage de feuilles d'or. Particulièrement utilisée dans la décoration et l'orfèvrerie, elle est aujourd'hui assurée par électrochimie. On constitue un dépôt d'or sur une surface d'un métal commun (laiton, cuivre...) par galvanoplastie (bain électrolytique), autrefois par évaporation de mercure. En France, les normes imposent une épaisseur de trois micromètres d’or.
La technique du gold-filled permet le même résultat, par apposition à chaud ou par pression d'or.